# La Ferté-Alais
La Ferté-Alais är en kommun i departementet Essonne i regionen Île-de-France i norra Frankrike. Kommunen ligger i kantonen La Ferté-Alais som tillhör arrondissementet Étampes. År 2022 hade La Ferté-Alais 3 663 invånare.

## Befolkningsutveckling
Antalet invånare i kommunen La Ferté-Alais
| Referens: INSEE |